# Rosó Buch i Rosell
Rosó Buch Rosell (Mataró, 24 de juliol de 1992) és una jugadora de bàsquet catalana.
Escorta, va formar-se a la Unió Esportiva Mataró. Amb el club mataroní, va jugar a la Lliga Femenina 2 la temporada 2009-10. El 2012 va fitxar pel Club Baloncesto Bembibre i va debutar a la primera divisió de Lliga Femenina. Després de tres temporades, va jugar amb el Club Baloncesto Conquero Huelva, amb el qual va guanyar una Copa de la Reina (2016). Al final de la temporada 2016-17, va fitxar per l'Spar Citiflyft Girona amb el qual guanyà la segona Lliga espanyola de l'entitat (2018-19), una Supercopa espanyola (2019) i tres Lligues catalanes. El gener de 2020 va incorporar-se a la plantilla del València Basket. Ha estat internacional amb la selecció espanyola en categories inferiors, destacant la medalla d'or aconseguida al Campionat d'Europa sub-18 de 2009.

## Palmarès
- 1 Lliga espanyola de bàsquet femenina: 2018-19
- 1 Copa espanyola de bàsquet femenina: 2015-16
- 1 Supercopa d'Espanya de bàsquet femenina: 2019-20
- 3 Lligues catalana de bàsquet femenina: 2017-18, 2018-19, 2019-20